# Барышёв, Ефрем Ефремович
Ефрем Ефремович Барышёв (1812, Москва — 6 (18) октября 1881 года, Петербург) — русский поэт и переводчик, друг И. А. Гончарова. Его брат — Иван Ефремович Барышев.

## Биография
Родился в купеческой семье. В 1824—1830 годах был пансионером в Московском коммерческом училище. Там же в это время учился И. А. Гончаров, вместе с которым он учился и окончил словесное отделение Московского университета.
С 1838 года преподавал русскую словесность в различных учебных заведениях, но, страстно стремясь к славе, не удовольствовался преподаванием, а попробовал свои силы на поприще поэзии, которая в то время в интеллигентных кругах считалась венцом человеческого гения. В 1837 году Барышёв напечатал в Москве обширную оригинальную поэму «Еврей», которая, однако, оказалась совсем плохой и прошла совершенно незамеченною ни в публике, ни в печати. Та же участь постигла и несколько романсов Барышёва, написанных им в это время. Убедившись в полном отсутствии у себя художественного дарования, Барышёв стал искать славы в противоположном направлении. С необыкновенной энергией и постоянством принялся он за изучение механики, успел превосходно овладеть литературою предмета на французском, немецком и английском языках и занялся собственными изобретениями. Но отсутствие творческого элемента у Барышёва сказалось и тут: все его проекты, с которыми он перебрался из Москвы в Петербург, потерпели неудачу среди специалистов. Тогда, отказавшись от широких замыслов, Барышёв стал эксплуатировать свои обширные и разносторонние знания скромно, как средство существования. С 1844 года он служил переводчиком в канцелярии министерства финансов; кроме того занимался переводами, компиляциями и рецензиями для «Отечественных Записок».
В конце жизни Барышёв ещё раз серьёзно выступил на литературное поприще, напечатав в 1881 году стихотворные переводы «Каина» Байрона и «Сида» и «Родогонды» Корнеля. Эти переводы встретили суровый, но справедливый приговор критики, которая признала их язык безвкусным и малопонятным. Сверх того, в его бумагах остался ещё полный перевод обеих частей «Фауста».

## Комментарии
1. ↑  Также как младший брат был пансионером в Московском коммерческом училище, из которого был выпущен на два года раньше — в 1828 году; был настолько успешен, что на годовых публичных испытаниях ему было поручено произнести речь «О влиянии крестовых походов на торговлю». Затем учился в университете; в 1833 году окончил юридический (кандидатом), а затем — медицинский факультет лекарем 1-й степени. С 1840 года преподавал в родном коммерческом училище естественную историю и товароведение; в 1851 году получил должность старшего воспитателя, а с 1858 по 1869 год был директором училища.